# Simón Brieva

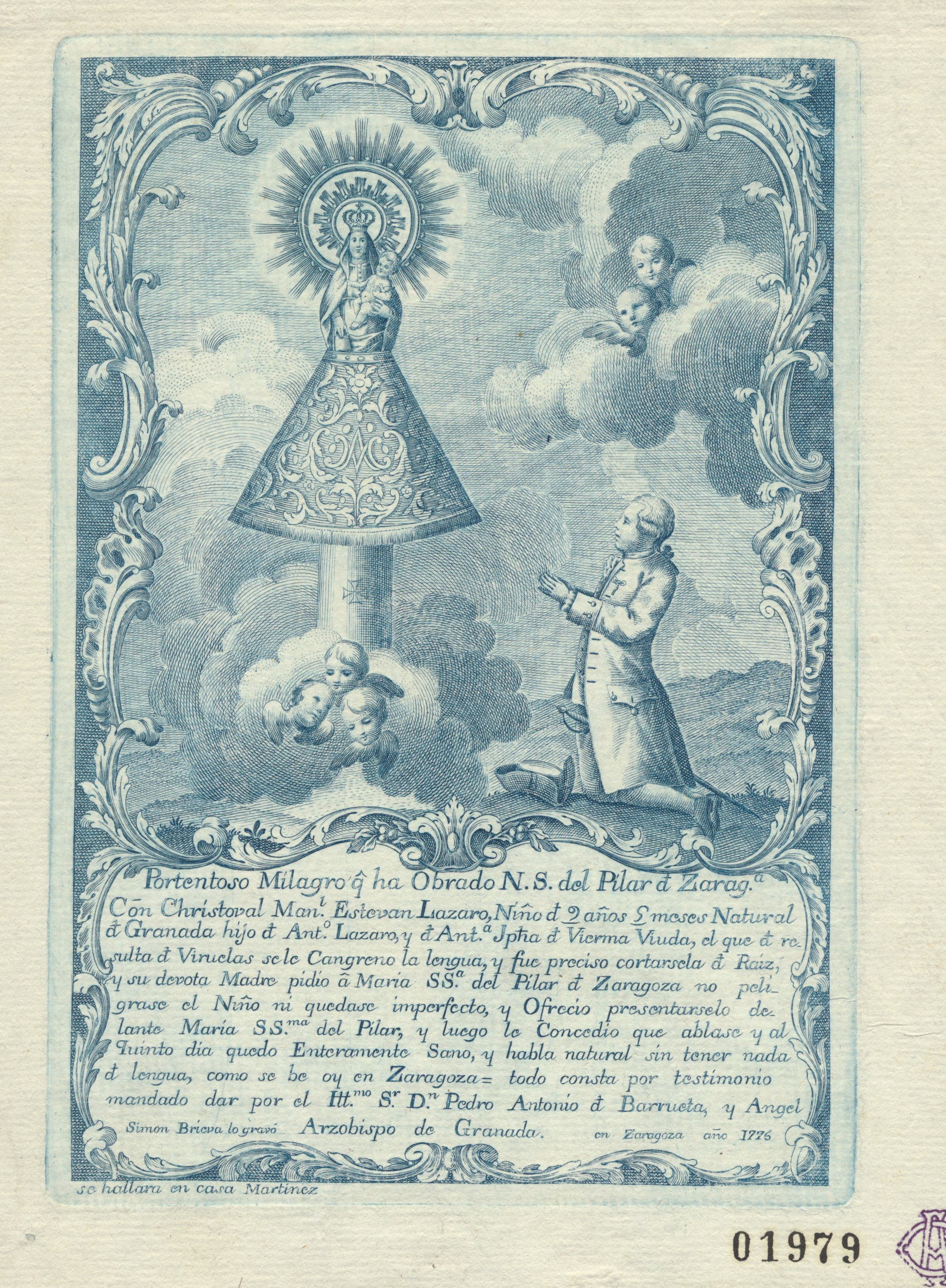
Portentoso Milagro que ha obrado N.S. del Pilar de Zaragoza, 1776, talla dulce. Madrid, Calcografía Nacional

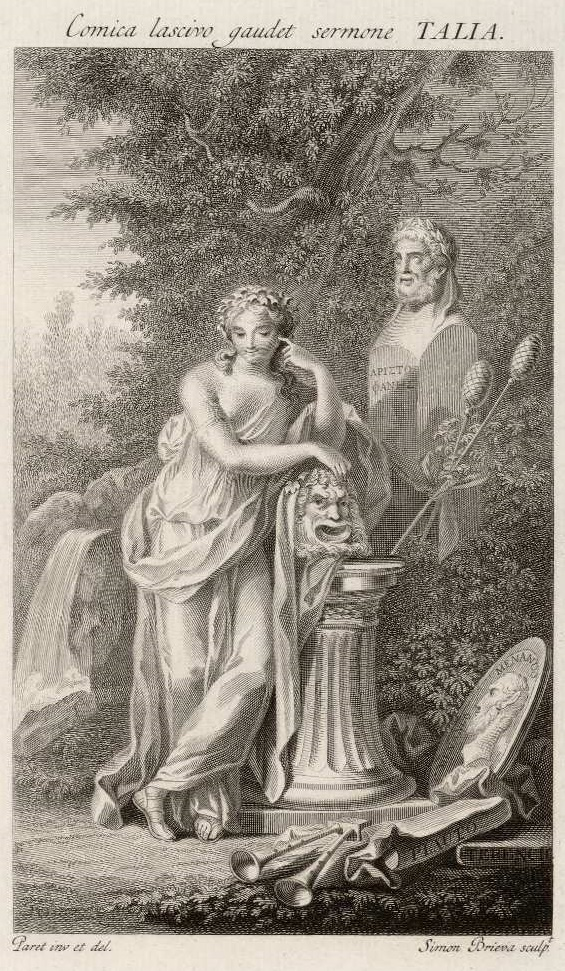
Talía, grabado en cobre de Simón Brieva por dibujo de Luis Paret y Alcázar, 1794. Biblioteca Nacional de España.

Simón Brieva (Zaragoza, 1753-Madrid, 1795) fue un grabador calcográfico español.

## Biografía
Bautizado el 16 de octubre de 1753 en la parroquia de San Gil Abad de Zaragoza, según Ceán Bermúdez se habría iniciado allí en el estudio del dibujo antes de pasar a Madrid, pensionado por la Real Sociedad Económica Aragonesa de Amigos del País, para seguir las clases de grabado de Manuel Salvador Carmona en la Real Academia de San Fernando, donde en 1781 ganó el premio otorgado por la institución por el dibujo y grabado en lámina de cobre de tamaño cuartilla de la Santa María Magdalena de Murillo, conservada en la misma Academia. En realidad, antes de partir hacia Madrid, lo que ocurriría en 1778, había firmado ya un considerable número de grabados de devoción, algunos muy precozmente, y no es descartable que su iniciación en la técnica del grabado en metal tuviese lugar al lado de su padre, maestro cerrajero y armero. Entre estos grabados iniciales, dos versiones del Cristo de Calatorao, fechadas en 1771, el verdadero retrato de Nuestra Señora de la Salud venerada en el convento de la Victoria por el gremio de alpargateros (1773) o la lámina, con características de exvoto, del Portentoso Milagro que ha obrado N.S. del Pilar de Zaragoza con Christobal Manuel Estevan Lázaro, niño de nueve años y cinco meses natural de Granada, fechada en Zaragoza en 1776.
Establecido en Madrid, en 1781, el mismo año en que obtuvo el premio de la academia, firmó junto con su maestro el retrato de Bernardo de Gálvez por dibujo de Joaquín Inza. Participó en algunos de los proyectos promovidos por la Calcografía Nacional, como las series de Retratos de los Españoles ilustres, en la que le corresponden los retratos de Pedro Chacón y Antonio de Nebrija, y la incompleta de Vistas de los puertos de mar de España —Vista de La Carraca (1785)— así como en las ilustraciones del Viaje a Constantinopla en el año 1784 de José Moreno, editado por la Imprenta Real en 1790. 
Realizó también estampas de devoción —Santa Mónica (1788) y Santa Rita de Casia (1794) para la colección de santas y santos de la Orden de San Agustín por dibujos del padre José García Doblado— e ilustraciones para las ediciones cervantinas de Antonio Sancha por dibujos de José Jimeno; retratos, como el citado de Bernardo de Gálvez o el del marqués de Vadillo por dibujo de José López Enguídanos a partir de una pintura de Miguel Jacinto Meléndez, y las musas Terpsicore y Talía por dibujos de Luis Paret y Alcázar para la edición de El Parnaso español en el tomo VII de las Obras de Francisco de Quevedo y Villegas, Madrid, 1794.
Murió en Madrid el 23 de septiembre de 1795, «cuando estaba trabajando una de las seis láminas que se mandaron grabar por el ministerio de Marina, relativas al combate naval de Tolón, que acabó D. Fernando Selma».